# José Pedro Aguiar-Branco
Pour les articles homonymes, voir Aguiar et Branco.
José Pedro Correia de Aguiar-Branco, né le 18 juillet 1957 à Porto, est un homme d'État portugais membre du Parti social-démocrate (PPD/PSD). Il est ministre de la Justice de juillet 2004 à mars 2005, puis de la Défense nationale entre juin 2011 et novembre 2015. Depuis le 27 mars 2024, il est président de l'Assemblée de la République portugaise

## Biographie
José Pedro Aguiar-Branco est un avocat, licencié en droit de la faculté de Coimbra. Il exerce le métier de consultant juridique auprès de diverses entreprises privées et est membre du Conseil supérieur de la magistrature de 2000 à 2004. Il est membre de la direction nationale de l'Association portugaise des jeunes avocats (APJA) entre 1987 et 1989 puis vice-président de celle-ci de 1988 jusqu'à 1991. Il préside également le Conseil fiscal de l'APJA entre 1991 et 1994 puis le Conseil de l'Ordre des avocats du district de Porto de 2002 à 2004. Il suit par ailleurs les cours de sciences politiques à l'Institut d'études politiques de Bordeaux entre 1975 et 1976.

## Carrière politique

### Charges et fonctions exercées
- Député à l'Assemblée de la République : 10 mars 2005 - 20 janvier 2019
  - Membre de la Commission parlementaire des Affaires constitutionnelles, des Droits, des Libertés et des Garanties
  - Membre de la Sous-commission parlementaire de la Justice et des Affaires pénitentiaires
- Ministre de la Défense nationale : 21 juin 2011  - 26 novembre 2011
- Ministre de la Justice : 21/07/2004 - 14/03/2005
- Membre du Conseil national de juridiction du PSD : 1976 ; 1995-1997 ; 1999 - 2001
- Membre de l'Assemblée de district de Porto du PSD : 1980-1992 ; depuis 1998
- Membre du Conseil national du PSD : 1982 - 1984 ; 1988-1990
- Membre de la Commission politique nationale du PSD : 1996-1998 (puis vice-président de 2000 à 2002)
- Membre du Conseil national de la Jeunesse sociale-démocrate (JSD) : 1977 - 1984
- Secrétaire général de la Grande Assemblée de la Social-démocratie : 1997  - 1999

### Charges et fonctions actuelles
- Président de l'Assemblée de la République : depuis le 27 mars 2024
- Député à l'Assemblée de la République : depuis le 26 mars 2024